# Ferencz Csaba (űrkutató)
Ferencz Csaba (Csíksomlyó, 1941–) magyar villamosmérnök, űrkutató. A műszaki tudományok doktora, a Budapesti Műszaki Egyetem habilitált doktora, címzetes egyetemi tanár. Kutatási területe az elektromágneses hullámterjedés, a Föld és a bolygók magaslégköre, az űreszközök fedélzeti berendezései, a műholdas távérzékelés, globális változások és az űridőjárás.

## Élete
Erdélyben, Csíksomlyón született. Apja Ferencz Gyárfás újságíró, a Brassói Lapok szerkesztője, a Székely Nép főszerkesztője. Családjával Csíkszeredán élt. A második világháború után, 1947-ben családjával Magyarországra települtek. Gyermekkorát Mezőberényben töltötte. Békésen járt középiskolába. A Budapesti Műszaki Egyetem Villamosmérnöki Karán tanult és szerzett mérnöki oklevelet.
Az akkor harmadik évfolyamos mérnökhallgató Ferencz Csaba irányításával alakították meg 1961-ben a Budapesti Műszaki Egyetemen az első magyarországi űrkutatási csoportot, a Rakétatechnikai Tudományos Diákkört. A csoport műholdak rádiókövetésével, űreszközök elektronikai berendezéseinek és mechanikus részegységeinek fejlesztésével, telemetriai adatok feldolgozásával, valamint rakétakísérletekkel foglalkozott. A csoport neve 1965-től BME Űrkutató Csoport lett. Első jelentős sikerük volt, amikor 1966-ban saját fejlesztésű és készítésű eszközökkel műholdak képeit vették.
1980-ban egy négytagú mérnökcsoport vezetőjeként részt vett az 1978-ban Magyarországra visszaszállított Szent Korona vizsgálatában. Ennek tapasztalatait a 2002-ben kiadott Szent István király koronája című könyvében publikálta.
Lánya Ferencz Orsolya űrkutató és politikus.

## Társadalmi tevékenysége
A Szent István Lovagrend tagja.

## Publikációi

### Könyvek
- Ferencz Csaba: Űrtan – Az űrkutatás és gyakorlat alkalmazásai, ELTE Eötvös Kiadó, 2009, ISBN 9789632840222
- Ferencz Csaba: Elektromágneses hullámterjedés, Akadémiai Kiadó, 1996, ISBN 963-05-6930-2
- Árkos Ilona, Dr. Veszely Gyula, Ferencz Csaba: Elektronfizikai példatár (egyetemi jegyzet), Tankönyvkiadó, 1973
- Ferencz Csaba: Szent István király koronája, Heraldika, 2002, ISBN 9638585374